# 特爾古卡爾布內什蒂
44°57′26″N 23°30′34″E / 44.957302°N 23.5093172°E
特爾古卡爾布內什蒂是羅馬尼亞的城鎮，位於該國南部，距離首府特爾古日烏20公里，由戈爾日縣負責管轄，面積137平方公里，海拔高度200米，2007年人口9,047，大多數居民信奉東正教。